# 横見浩彦
横見 浩彦（よこみ ひろひこ、1961年11月14日 - 2025年1月19日）は、日本のトラベルライター。
2005年当時の日本国内のJR、私鉄の全駅訪問を達成したとされている。

## 略歴
1961年
11月14日、神奈川県に生まれる。
?年
日本大学法学部卒業。
1987年
1月2日、可部線三段峡駅において、当時の国鉄全線の完乗を達成。
1995年
10月29日、因美線美作河井駅で、JR全4636駅（当時）訪問達成。
2001年
『週刊ビッグコミックスピリッツ増刊IKKI』（後の月刊IKKI）2002年1月1日号（第7号）から、漫画『鉄子の旅』連載開始、旅の案内人を務める。
- 2006年12月号で（一旦）連載終了。

2005年
2月20日、上信電鉄上州福島駅において、JR・私鉄全9843駅（当時）の訪問を達成。
2007年
9月25日、『横見浩彦ラジオ鉄道』（バーディ企画）が放送開始される。
- 2008年1月1日、『横見浩彦ラジオ鉄道』から『横見とゆゆのラジオ鉄道』に改名。
- その後何度か改名し、2010年11月に、元の『横見浩彦ラジオ鉄道』へ戻る。
- 2015年3月に放送終了。

2009年
8月22日、近江鉄道本線ひこね芹川駅において、通算1万駅訪問達成。
『月刊IKKI』2009年7月号より漫画『新・鉄子の旅』連載開始、前作同様旅の案内人を務める。
- 2013年3月号で連載終了。

2016年
『月刊サンデージェネックス』2016年6月号より『鉄子の旅3代目』連載開始。
2025年
- 1月19日、急性心不全のため、死去した。63歳没。訃報は同年2月21日、「サンデージェネックス」編集部より公表された。

## 人物
- 高校1年生で初めて長期の鉄道旅に繰り出し、30歳の頃のスキー旅行で安比高原駅での電車の待ち時間に駅の構造をメモに残し、他の駅でも同じことをしたとき「駅は無限じゃない、全ての駅に降りることは可能」と考えたことが全駅降車をするきっかけ[7]。もともと鉄道旅を趣味にしていたため定職には就かず、全駅降車を目指して冬は資金稼ぎのアルバイト、春に旅を再開、節約のために駅で寝袋に入って眠りにつき、食事はパンにジャムを塗って凌いだ[7]。
- 1997年5月、廃線となる南部縦貫鉄道線の野辺地駅で待っていた際、父の危篤を家族からの連絡を受け、最終電車に乗った後に向うも、父の死に間に合わなかったと語っている[8][7]。
- JR・私鉄全駅下車時[9]には自らマスコミにプレスリリースを送り、多数の取材を受けた[7]。
- 経済観念が高く、川島令三との対談では以下のように「運賃・料金が高い／安い」「無料」にこだわりを見せている[10]。
  - 「いさぶろう・しんぺい」は特別料金が不要[11]
  - JR西日本285系電車の「ノビノビ座席」は寝台料金が不要[12]
  - 「あけぼの」にあった「ゴロンとシート」も寝台料金不要[13]
  - 「東武スペーシア」はJRが絡んでいるから運賃が高い[14]
  - 「京阪特急」は特急料金不要[15]、「西鉄特急」も不要[16]
  - クハ415-1901はタダだからよかったが、何百円も取られたら許せない[15]
  - アーバンライナーネクストは新幹線より2000円安くて居心地もいい[17]
  - パノラマカーは小田急ロマンスカーと異なり料金不要[18]
  - 僕はグリーン車には乗らないから（設備のことはわからない）[19]
  - 「新快速」は青春18きっぷで乗れるのがいい[20]
  - 「京急ウィング号」は整理券料金を取る、快特ならタダ[21]
  - 「きたぐに」は寝台車には乗ったことがない、自由席だけ[22]
  - 「能登」は急行だから安い、ラウンジカーで寝ている[23]
  - 土佐くろしお鉄道阿佐線の9640形は特別料金が不要[24]
  - 長崎電気軌道は均一運賃が100円（同書の底本は2008年に発行されている。当時の運賃）[25]

この部分では川島が「横見さんは、値段のことには詳しいんだね」と発言している。
- 大井川鐵道井川線が日本で一番好きなところであると発言している[26]。
- 旅チャンネル（CS局）で放送中の『出発進行!全国ローカル線巡礼』の監修も行っている。
- 国内旅行業務取扱主任者の資格を持つ。
- 鉄子の旅の監修をしているが、漫画はほとんど読まない。しかし、高橋留美子が描いた「めぞん一刻」は全巻保有している。

## 著書
- 乗った 降りた JR四六〇〇駅（新人物往来社、1998年） ISBN 4404026870
- 鉄道の達人（竹書房、2008年）ISBN 9784812433959
- JR全線全駅下車の旅（ベストセラーズ、2009年）ISBN 9784584392737
- 鉄道の達人2 降りたい駅 乗ってみたい路線（竹書房、2010年）ISBN 9784812442210
- 鉄道の達人3 旅に出たくなる車両、知って得する切符 （竹書房、2010年）ISBN 9784812442616

### 共著、監修など
- キミト、ドコカへ Vol.1（マーブルトロン、2006年）ISBN 9784123901338
- 鉄道検定―7科目からの出題で“鉄道力”を総合判定!（河出書房新社、2007年）ISBN 9784309616018
- 女子鉄（マーブルトロン、2007年）ISBN 9784123901796
- すごい駅!（メディアファクトリー、2007年）ISBN 9784840121057
- すごい列車!（メディアファクトリー、2008年）ISBN 9784840123723
- 全線全駅鉄道地図 東日本版―めざせ全駅制覇!（人文社、2008年）ISBN 9784795912052
- 全線全駅鉄道地図 西日本版―めざせ全駅制覇!（人文社、2008年）ISBN 9784795912069
- 全線全駅鉄道地図 全国版―めざせ全駅制覇!（人文社、2008年）ISBN 9784795912076
- 鉄道乙女のちいさな旅（人文社、2009年）ISBN 9784795912205
- この列車がすごい（メディアファクトリー、2010年）ISBN 9784840131490
- すごい駅（メディアファクトリー、2010年）ISBN 9784840135399
- パソ鉄の旅 〜デジタル地図に残す自分だけの鉄道記〜（インプレス、2010年）ISBN 9784844328575
- 日本全国 絶景鉄道の旅（戎光祥出版、2015年）ISBN 9784864031431
- 完全版 新宿駅大解剖（宝島社、2016年）ISBN 9784800259974
- すごい駅! 秘境駅、絶景駅、消えた駅（文藝春秋、2016年）ISBN 9784167906870

## 登場作品
- 『鉄子の旅』（小学館） 作者：菊池直恵 （横見浩彦は旅の案内人）
  - 新・鉄子の旅（小学館） 作者：ほあしかのこ
- ゆりてつ 私立百合ヶ咲女子高鉄道部 作者：松山せいじ（単行本2巻12百合に登場。作画に関しては『鉄子の旅』における菊池のキャラクターデザインが流用されている）

## 出演番組
- 乗り鉄おすすめ!鉄道トラベラーズ（MONDO21）
  - 乗り鉄トラベラーズ2ndシーズン（MONDO21）
- 横見浩彦ラジオ鉄道（バーディ企画）
- 土曜スペシャル（テレビ東京、数回出演し、同じ鉄道ファンの中川家礼二との同行が多い）[要出典]

## 演じた人
- 檜山修之 - テレビアニメ『鉄子の旅』（2007年、原作：菊池直恵）